# Cratere Qulzhan
Qulzhan  è un cratere sulla superficie di Venere.